# Grand Theft Auto: Vice City Stories
Grand Theft Auto: Vice City Stories è uno spin-off della serie di videogiochi Grand Theft Auto. Sviluppato da Rockstar Leeds e Rockstar North e pubblicato da Rockstar Games il 31 ottobre 2006 in USA e il 10 novembre dello stesso anno in Europa in esclusiva per PlayStation Portable. 
È stato commercializzato anche per PlayStation 2 il 6 marzo 2007 in USA e il 9 marzo dello stesso anno in Europa, è l'ultimo gioco pubblicato e il primo per trama nell'universo narrativo di Grand Theft Auto III (o universo 3D). Il successivo titolo della serie è Grand Theft Auto IV uscito nel 2008.

## Trama
Vice City, 1984: Victor "Vic" Vance è un marine di ventotto anni di origini dominicane che, dopo aver trascorso l'adolescenza nelle Filippine, si è arruolato nell'esercito per poter sostenere economicamente la sua disastrata famiglia, composta dalla madre tossicodipendente Janet, i fratelli minori Pete e Lance (il primo gravemente malato d'asma e l'altro ragazzo imprevedibile desideroso di diventare un qualcuno anche a costo di cacciarsi nei guai) e la zia Enid che, data l'incapacità della sorella, si è sempre occupata di mantenere la stabilità della famiglia. Vic non è entusiasta di entrare a far parte dell'esercito ma la vede come unica possibilità di poter provvedere al benessere dei suoi parenti pur di non incorrerere in guai con la giustizia.
Vic si trova così di passaggio nella base militare di Fort Baxter, a Vice City, in attesa di venir trasferito definitivamente a Cuba nella base di Guantánamo. Appena arrivato fa la conoscenza del suo sergente, Jerry Martinez. Egli è un marine corrotto che ha numerosi contatti con i boss criminali della zona e cerca da tempo di ricavarsi un ruolo di primo piano nella gestione del traffico di droga in città. Martinez tenta di coinvolgere nei suoi loschi affari anche Vic che, per impedire ripercussioni e considerando che la sua permenenza a Vice City dovrebbe essere breve, accetta malvolentieri. In uno dei lavoretti assegnatogli, Vic viene incaricato da Jerry di recuperare un pacco di marijuana e di nasconderlo nella sua camerata per evitare che qualcuno lo scopra. Purtroppo, nonostante i vari avvertimenti di Vic a Martinez affinché si riprendesse la droga al più presto, il pacco viene trovato dai superiori di Vic e quest'ultimo viene congedato dall'esercito con disonore. A questo punto Vic si ritrova completamente spaesato in una città dove non conosce nessuno e senza sapere come trovare i soldi da spedire alla zia per pagare le costose cure per il fratello. Si rivolge dunque a Phil Cassidy, un alcolizzato sedicente reduce del Vietnam, che ha conosciuto in uno dei lavori affidatogli da Martinez quando era ancora marine.
Così Vic inizia a lavorare per Phil e dopo alcuni lavoretti, considerandolo un ragazzo in gamba, lo presenta a suo cognato Marty Williams, frustrato razzista capo di una sgangherata banda che gestisce attività di strozzinaggio e racket di protezione nella zona portuale della città. Marty maltratta e picchia spesso sua moglie, sorella di Phil, Louise e la loro figlia appena nata, Mary-Beth. Esasperata dalle continue angherie subite, Louise decide di lasciare Marty e di trasferirsi da sua sorella, dove per qualche tempo si vedrà con Vic. Così allo stesso tempo Vic lavorerà per Marty come strozzino e permettendogli di ampliare le proprie attività alla prostituzione e inizierà a provare qualcosa per Louise accompagnandola a svagarsi per dimenticare i maltrattamenti del marito. Marty si rende conto della relazione tra i due e rapisce la moglie con l'intento di farla prostituire per i suoi uomini nel suo bordello; Vic però arriva in tempo e uccidendo Marty riesce a salvare Louise. A questo punto la banda di Marty è sgominata ed eliminando i pochi membri restanti, Vic ne rileva le attività divenendo egli stesso capo di una nuova banda in città che darà filo da torcere ai Cholo, un gruppo di stupratori messicani che cercano di controllare il traffico d'armi in città. Con l'aiuto di Umberto Robina, capo della banda cubana, Vic sterminerà anche questa gang e ne rileverà le attività, guadagnandosi la fiducia di Umberto e dei suoi uomini. 
Tempo dopo, esasperato dalle pressioni di sua zia e desideroso di guadagnare soldi come suo fratello, giunge in città Lance. Dapprima Vic non vuole dare credito ai piani del fratello perché sa che corre il rischio di cacciarli in guai seri, ma successivamente si fa coinvolgere e, dopo una serie di loschi affari conclusi grazie all'aiuto di Bryan Forbes che si rivelerà un infiltrato della DEA e verrà quindi ucciso, i due fratelli riescono a derubare per vendetta di un grosso carico di droga Martinez, ma fanno un'amara scoperta: I due apprendono infatti che Martinez non era il padrone del carico rubato ma solo il custode per ordine dei potenti fratelli Armando e Diego Mendez, duo criminale che gestisce traffici illeciti di droga a Vice City. Lance e Vic sono così obbligati a dimostrare falsamente ai Mendez che Martinez si è venduto alle autorità sostituendo una sua fotografia sul documento della DEA che apparteneva a Forbes e facendogli così credere che è stato lui stesso a truffarli. I Mendez credono a queste false prove preparate apposta per loro e per recuperare la somma di denaro che hanno perso dalla mancata vendita della droga rubata, Vic e Lance iniziano a lavorare per loro espandendo ulteriormente le loro attività illecite. Col passare del tempo però i rapporti tra i due fratelli si incrinano: impossibilitato a venderla per evitare di essere tracciato dai Mendez, Lance inizia a consumare abitualmente la droga del carico rubato e si intrattiene con Louise che allo stesso tempo si sente trascurata da Vic che per colpa degli affari non ha potuto dedicarle molte attenzioni. Approfittando della situazione, Martinez per vendicarsi fa rapire Louise che viene salvata in extremis da Vic. I due capiscono i propri reciproci errori e si riappacificano con la promessa di diventare al più presto una vera coppia. Allo stesso tempo Vic si allontana sempre più dai fratelli Mendez che non vedono di buon'occhio la repentina crescita delle attività della sua banda in vari campi illeciti come il contrabbando, le rapine e lo stesso traffico di droga a scapito di loro stessi. Vic, su conoscenza di Reni, un regista transessuale degli studi televisivi della città, inizia a lavorare per Ricardo Diaz, altro signore della droga in città che contende ai Mendez il controllo delle varie attività illecite diffuse a Vice City. I fratelli Mendez allora, una volta che il debito nei loro confronti è estinto, intimano sia a Vic che Lance di abbandonare la città e lasciare a loro il controllo di tutte le loro attività se vogliono rimanere vivi e salvaguardare la propria famiglia. I due si negano a questa possibilità e dopo essere sfuggiti ad un attentato nei loro confronti, inizia tra i fratelli Mendez e i fratelli Vance una guerra all'ultimo sangue. Dopo vari attacchi reciproci, arriva la resa dei conti quando Armando fa rapire Louise e Lance che vengono rinchiusi nella sua magione. Dopo essersi fatto strada tra i sicari dei Mendez ed essere riuscito ad uccidere lo stesso Armando, Vic scopre con orrore che mentre Lance è soltanto ferito, Louise è già morta. Ora Vic è solo accecato dalla rabbia per aver causato la morte della donna che amava e insieme a Diaz, interessato soltanto a voler sgominare i Mendez per ottenere il controllo della città, progetta di uccidere l'altro fratello Diego.
Con l'aiuto di Phil, Vic ruba dalla stazione militare di Fort Baxter dove tutto era iniziato, l'aereo militare "Hunter". Con esso, raggiunge il grattacielo dei Mendez situato a Dowtown e stermina tutti i sicari di Diego Mendez rimasti, riuscendo a espugnare l'edificio. Alla fine, si arriva al confronto diretto tra Vic, Diego e Jerry Martinez, che termina con uno scontro a fuoco sul tetto del grattieco in cui Vic, assetato di vendetta riesce ad uccidere entrambi i suoi storici nemici. Arriva anche Lance in soccorso del fratello quando però è già tutto finito. I due fratelli possono ora provvedere alle cure della famiglia senza problemi e gestire il grande impero criminale che hanno creato in città. 

## Modalità di gioco

I protagonisti, i fratelli Vance

Grand Theft Auto: Vice City Stories ha un gameplay simile agli altri episodi della serie.
A piedi, il giocatore che impersona Victor Vance può correre, camminare, saltare e perfino nuotare. È inoltre possibile guidare diversi veicoli tra cui automobili, barche, aerei, elicotteri, motociclette, carri armati e, novità assoluta, moto d'acqua e hovercraft.
Il gioco offre molta libertà al giocatore per esplorare il mondo virtuale ricostruito dai programmatori. Però, è indispensabile eseguire le cosiddette missioni, affidate dai personaggi principali del gioco, per proseguire nella storia. Inoltre, per il completamento di una missione il giocatore riceve spesso bonus in denaro, e talvolta sono sbloccati nuovi contenuti (aree di gioco, nuove missioni). Nel gioco è possibile gestire delle attività che si ottengono dopo aver attaccate alle gang rivali, esse vengono trasformate in attività illecite e fruttano una grande quantità di denaro. Oltre alle missioni, esistono delle "sotto-missioni", o "minigiochi" alternativi, passatempi con i quali cimentarsi mentre non si è in missione e che spesso sono collegati ad altre ricompense.
Le missioni secondarie inoltre sono missioni non obbligatorie per proseguire con la trama, ma obbligatorie se si aspira ad ottenere il 100% di completamento del gioco.
Per finire, uno degli elementi caratteristici della serie, i "pacchi speciali". In questo gioco sono novantanove palloncini rossi da scoppiare. La scelta non è casuale: i programmatori della Rockstar Games hanno voluto rendere omaggio la hit del 1984 di Nena 99 Luftballoons (99 palloncini), che era stata inclusa nella colonna sonora di Grand Theft Auto: Vice City.

## Personaggi
- Victor Vance: due anni prima di Grand Theft Auto: Vice City, dove sarà ucciso all'inizio della storia da uomini mandati da Ricardo Diaz durante uno scambio di droga. Un marine ventottenne trasferito a Vice City in attesa del definitivo spostamento a Cuba. Sarà tuttavia congedato con disonore per aver violato diverse norme militari, sebbene lo abbia fatto obbedendo a un ordine del sergente Jerry Martinez. Vic Vance riveste il ruolo del capo famiglia dei Vance, cerca infatti di trovare i soldi per campare la sua famiglia formata da una madre tossicodipendente, un fratello sbandato, una zia troppo apprensiva e un secondo fratello gravemente malato d'asma. Proprio per sostenere la sua famiglia Vic sarà costretto a diventare un criminale e ad occuparsi di affari di droga. Victor costruirà un vero e proprio impero formato da attività illecite a Vice City, e metterà su una sua gang con l'obiettivo di vendicarsi del suo ex capo corrotto: il sergente Martinez. Dopo essere riuscito nel suo intento, l'amarezza per aver causato la morte della donna che amava lo trascinerà verso uno stile di vita lascivo e sregolato che sarà causa dello sfasciarsi della sua banda e la perdita delle sue attività. Sarà ucciso in Grand Theft Auto: Vice City in un agguato criminale ordito da Ricardo Diaz.

Doppiato da Dorian Missick.
- Jerry Martinez: antagonista principale del gioco. Un sergente dei marines di stanza a Fort Baxter. Alleato del duo Mendez, è immischiato nel traffico di droga come un mediatore tra il cartello dei fratelli Mendez e il mercato cittadino. Molto infido e vizioso, affiderà alcune missioni a Vic, alla fine delle quali sarà espulso a tradimento e con disonore. Sarà ucciso da Victor nella missione finale del gioco "L'ultima resistenza", insieme a Diego Mendez.

Doppiato da Felix Solis.
- Phil Cassidy: un sedicente reduce della guerra in Vietnam, sebbene gli archivi dell'esercito parlino chiaro: è sempre stato respinto per la sua dipendenza dall'alcool. È un fanatico delle armi da fuoco e gestisce un poligono di tiro al porto. Affiderà alcune missioni a Vic, che termineranno con un agguato degli uomini di Martinez che fallirà. Successivamente resterà in disparte per un po' volendo tenere buono Martinez e quando i fratelli Mendez attaccheranno tutte le attività di Vic, egli offrirà il suo aiuto ai fratelli Vance.

Doppiato da Gary Busey.
- Marty Jay Williams: è il tipico razzista confederato, questo tuttavia non gli nega la possibilità di essere aiutato da un afroamericano come Vic, che definisce lui e i suoi uomini della Trailer Park Mafia "feccia bianca". Affiderà alcune missioni a Vic, che hanno come scopo la costruzione di un impero economico a spese dei Cholo. Sarà ucciso da Vic, che ne rileverà anche le attività, nella missione "D.I.V.O.R.Z.I.O" per salvare Louise.

Doppiato da Jim Burke.
- Louise Cassidy Williams: moglie di Marty e sorella di Phil. Suo marito la insulta e ne abusa, alla fine Louise scapperà con la piccola Mary-Beth da sua sorella Mary-Jo. Affiderà alcune missioni a Vic, che lo porteranno a rilevare la Trailer Park Mafia e a ucciderne il capo, Marty per salvarle la vita. In seguito si innamorerà di Vic, e l'amore verrà corrisposto sebbene quest'ultimo sia troppo preso dagli impegni. Proprio per questo motivo Louise sarà infatti rapita e uccisa da Armando Mendez nella missione "Cenere alla cenere". Vic vendicherà la sua morte uccidendo i fratelli Mendez. Dopo la sua morte, Vic sprofonderà in una profonda depressione che lo condurrà ad uno stile di vita sregolato e alla perdita di tutte le sue attività con lo sfasciarsi della sua banda.

Doppiata da Chelsey Rives.
- Umberto Robina: due anni prima di Grand Theft Auto: Vice City. Un folle maschilista esaltato che si vanta continuamente di essere un vero uomo, sebbene non si possa definire così: infatti, nelle continue lotte con i Cholo da lui volute non si espone mai direttamente, anzi fa capire a Vic come fa a far ubbidire ai suoi ordini la sua gang senza intervenire. Affiderà alcune missioni a Vic che stermineranno completamente i Cholo. Più tardi, quando i Mendez attaccheranno le attività di Vic, Umberto e i suoi uomini offriranno la loro collaborazione per difenderle.

Doppiato da Danny Trejo.
- Lance Vance: fratello emotivamente fragile di Victor Vance, è un esperto pilota di elicotteri, è uno spacciatore di cocaina, amante dei night club che abbondano a Vice City. Poco saggio e un po' troppo impulsivo si caccia spesso nei guai e sarà Vic a doverlo aiutare. Infatti Vic si fida poco di lui, in quanto lo considera un combinaguai.

Doppiato da Philip Michael Thomas.
- Bryan Forbes: è un agente governativo membro della DEA che si finge complice dei fratelli Vance. Affiderà alcune missioni a Vic che termineranno con la sua uccisione nella missione Botta di culo dopo aver scoperto che si tratta di una spia.

Doppiato da Daniel Oreskes.
- Armando Mendez: antagonista secondario del gioco. Mente del duo formato dai fratelli Mendez, è riservato, composto e meno reattivo del fratello minore Diego. Affiderà, assieme a Diego, alcune missioni a Vic, al termine delle quali i Mendez crederanno di aver ucciso i fratelli Vance nella missione Taglia i ponti. Sarà ucciso da Victor nella missione Cenere alla cenere per aver rapito e ucciso Louise.

Doppiato da Yul Vazquez.
- Diego Mendez: antagonista terziario del gioco. Mutanghero del duo e più reattivo del fratello Armando. È omosessuale e per anni ha avuto una relazione con il regista Reni Wassulmaier. Oltre alla residenza a Prawn Island possiede anche una vera e propria fortezza a Downtown in cui si barricherà nella missione finale e dove sarà ucciso insieme a Martinez.

Doppiato da Rubén Trujillo.
- Reni Wassulmaier: è un regista originario della Germania, gira spot pubblicitari come se fossero coinvolgenti film d'azione. Ha avuto diversi flirt con i Vip di Vice City. Quando nacque era di sesso maschile, ma poi è diventato donna per poi tornare uomo e infine di nuovo donna. Affiderà alcune missioni a Victor, tra cui Kill Phil in cui si dovrà proteggere il cantante Phil Collins. Lascerà la città perché Diego Mendez, suo ex fidanzato, gli dava la caccia ossessivamente.

Doppiata da Barbara Rosenblant.
- Phil Collins: cantante ed ex batterista dei Genesis. Vic lo conosce grazie a Reni e avrà il compito di scortarlo e proteggerlo prima e dopo un suo concerto a Vice City.

- Gonzales: l'infedele braccio destro del colonnello Cortez. Affiderà alcune missioni a Vic nelle quali sarà evidente il doppio gioco dell'uomo, che serve Diaz e Cortez allo stesso tempo.

Doppiato da Jorge Pupo.
- Ricardo Diaz: il signore indiscusso del narcotraffico di cocaina tra Colombia e Stati Uniti d'America, a Vice City. Nel 1978, appena arrivato dalla Colombia, ha corrotto l'I.N.S. per ottenere il permesso di soggiorno. Molto basso, soffre di un'iperattività ghiandolare che gli causa un'eccessiva sudorazione. Ha una vasta collezione di armi e un vero esercito privato. Affiderà alcune missioni a Vic, tra cui la missione finale L'ultima resistenza.

Doppiato da Luis Guzmán.
- Janet Vance: è la madre dei fratelli Vance. Janet è una tossicodipendete, dal momento che non era adatta ad essere un buon genitore, i figli vivevano con la Zia Enid. Durante gli eventi di Vice City Stories lei è fidanzata con un uomo di nome Javier.

Doppiata da Lynda Ashe.
- Mary-Jo Cassidy: è la sorella di Louise e Phil. È molto preoccupata quando sia Marty Jay Williams e Armando Mendez rapiscono sua sorella Louise. Dopo la morte di Louise, Mary si prenderà cura della figlia di Louise Mary Beth.

Doppiata da Cathy Trien.

## Le gang
In città ci sono principalmente 6 gang: Cholo, Sharks, Cubani, Bikers, Trailer Park Mafia e Famiglia Vance.
- Cholo
  - Quartier generale: Little Haiti
  - Veicolo della banda: Sabre Turbo gialla

Sono una delle molteplici bande di strada della città. Un gruppo di stupratori messicani che cercano di controllare il traffico d'armi in città. Sono ai ferri corti con Phil Cassidy nel commercio di armi che hanno addirittura sfrattato dal suo appartamento che poi diverrà l'appartamento base di Vic, con la Trailer Park Mafia guidata da Marty Williams e coi cubani di Umberto Robina. Nel corso delle prime missioni del gioco, questa gang sarà quasi esclusivamente bersaglio di Vic come in Cholo duro quando Phil vorrà farsi accompagnare in giro per la città ad uccidere i Cholo solo per il gusto di farlo o in Esattore portami via e Sana concorrenza dove rispettivamente Marty ordina di reclamare un loro negozio per il suo giro di racket e impedire che possano espandere la loro zona di influenza con il loro giro di recupero crediti. Dopo la missione Bordello dove sei? in cui Vic conquista il loro bordello per farne un'attività nel ramo della prostituzione per Marty, la banda inizierà ad odiarlo fino al punto da organizzare un vero e proprio attentato nei suoi confronti nella missione Mal d'auto. Verranno completamente sterminati nella missione Havana sola andata quando Vic e gli uomini di Umberto Robina ruberanno tutte le loro armi e distruggeranno il loro magazzino facendolo esplodere. Dopo che la banda verrà definitivamente esautorata dal potere in città potranno essere visti soltanto occasionalmente in giro nel loro quartiere d'origine e nelle missioni di contrabbando per l'attività dell'impero, lasciando intendere che i pochi membri rimasti si siano dedicati a quella attività una volta che la banda è stata sgominata. Data la loro somiglianza con la banda dei Vagos di Grand Theft Auto: San Andreas ed essendo il gioco in questione ambientato 8 anni dopo gli eventi di Vice City è plausibile, anche per via di alcune frasi pronunciate all'interno del gioco, che dopo essere stati annientati a Vice City alcuni di loro si siano trasferiti a Los Santos. In GTA Vice City quello che era il loro quartiere sarà stato occupato dagli Haitiani. Sono armati di pistole, mitragliette e mazze da baseball, occasionalmente anche di uncini.
- Bikers
  - Quartier generale: Downtown
  - Veicolo della banda: Biker Angel blu a stelle e strisce

Sono una banda di motociclisti omosessuali padroni di molte attività nel nord della città e di alcune a Vice Point. Si occupano principalmente di attività di contrabbando e traffico di droga. Posseggono un bar a Little Haiti riservato a loro esclusivamente in cui nella missione Botta di culo Lance e Vic si recheranno ingannati da Forbes e dovranno uccidere molti di loro per poter scappare. Per completare il gioco è necessario che Vic conquisti anche tutte le loro attività. Nella missione La cavalcata dei motociclisti, Lance fa credere a Vic che siano stati loro a rubare un loro carico di droga e organizza un viaggio in elicottero fino all'albergo in costruzione di Downtown, dove gran parte della banda sarà sterminata e Lance ruberà una loro moto per averla come sua. Sono armati di pistole, mitragliette, mazze da baseball e occasionalmente anche di Ak-47.
- Shark
  - Quartier generale: Vice Point
  - Veicolo della banda: Gang Rancher

Sono la banda più pericolosa e spietata della città. Posseggono buona parte delle attività di Vice Point, sono i veri gestori del traffico d'armi in città e in quanto tali hanno accesso a tutti i tipi di armi. Nella missioneUna barca di problemi, Lance avrà un incontro con uno dei membri della banda con l'intento di avere uno scambio di droga con lui ma si rivelerà una trappola e una volta che Lance sarà trasportato su una imbarcazione Vic dovrà salvarlo recuperando la droga. Per completare il gioco è necessario che Vic conquisti anche tutte le loro attività.
- Cubani
  - Quartier generale: Little Havana
  - Veicolo della banda: Cuban Hermes

Sono gli uomini di Umberto Robina. Non posseggono attività in città ma sono rivali dei Cholo per l'astio che il loro capo prova verso di loro. Riusciranno ad avere la meglio su di loro anche grazie all'aiuto di Vic e la sua banda diverrà loro alleata. Sono armati di pistole e scorpion.
- Vance Crime Family
  - Quartier generale: inizialmente Viceport e Little Havana, successivamente tutta la città
  - Veicolo della banda: Admiral, Idaho, Polaris V8, Stallion, Landstalker e Washington

È la gang di Vic, che si forma dopo che questi ha ucciso Marty. Pian piano diventa la nuova gang dominante in città, sgominando tutte le altre, arrivando ad essere l'unica in tutta Vice City. È suddivisa in membri in canotta e felpe armati di pistole e mazze da baseball che gestiscono le attività di strozzinaggio, racket e prostituzione e da uomini in giacca e cravatta che gestiscono le attività di traffico di droga, contrabbando e rapine.
- Trailer Park Mafia
  - Quartier generale: Viceport
  - Veicolo della banda: Bobcat

Sono gli uomini di Marty. È una gang da strada e di bassa lega in continua lotta coi Cholo. La banda viene sterminata da Vic nella missione Onore al Victorioso e utilizzerà proprio le attività che erano di Marty come punto di partenza per la costruzione del suo impero criminale. Dopo essere stati sgominati, i pochi membri rimasti saranno al servizio di Louise che li incaricherà nella missione Il rubabambini di uccidere l'assistente sociale che voleva portarle via sua figlia. Sono armati di pistole e mazze da baseball. 

## Radio

### Emotion 98.3
- DJ: Lionel Makepeace
- Genere: Power ballad
- Tracklist:
- The Motels – Only the Lonely
- 10cc – I'm Not in Love
- Quarterflash – Harden My Heart
- Toto – Make Believe
- Elkie Brooks – Fool (If You Think It's Over)
- Don Johnson – Heartbeat (Cut track)
- The Passions – I'm in Love with a German Film Star
- Foreigner – I Want to Know What Love Is
- The Assembly – Never Never
- Pat Benatar – We Belong
- The Pretenders – Private Life
- Phil Collins – In the Air Tonight
- Roxy Music – Avalon
- Eddie Money – Baby Hold On
- Rainbow – Stone Cold
- Giuffria – Call to the Heart
- Art of Noise – Moments in Love
- Dan Hartman – I Can Dream About You

### Espantoso
- DJ: Hector Hernández
- Genere: Latin Jazz, Salsa
- Tracklist:
- Ray Barretto – Acid
- Pete ''El Conde'' Rodriguez – I Like It (I Like It Like That)
- Tito Puente – Oye Como Va
- Bobby Valentín – Mi Ritmo Es Bueno
- Celia Cruz and Johnny Pacheco – Quimbara
- Héctor Lavoe – Mi Gente
- Eddie Palmieri – Revolt / La Libertad Logico
- Willie Colón – El Malo

### Flash FM
- DJ: Teri and Toni
- Genere: Pop, Rock, New Wave
- Tracklist:
- Laura Branigan – Gloria
- Rick Springfield – Human Touch
- INXS – The One Thing
- Philip Bailey & Phil Collins – Easy Lover
- Scandal – The Warrior
- Alison Moyet – Love Resurrection
- The Alan Parsons Project – Games People Play
- Hall & Oates – Family Man
- Pat Benatar – Love Is a Battlefield
- Nik Kershaw – Wouldn't It Be Good
- Phil Oakey & Giorgio Moroder – Together in Electric Dreams
- Talk Talk – It's My Life (Extended version)
- Missing Persons – Destination Unknown
- Wang Chung – Don't Let Go
- Gino Vannelli – Appaloosa
- Genesis – Turn It On Again
- Blancmange – Living on the Ceiling
- Paul Young – Come Back and Stay

### Fresh 105 FM
- DJ: Luke
- Genere: Old school hip hop, Electro
- Tracklist:
- Afrika Bambaataa & the Soulsonic Force – Renegades of Funk
- Jonzun Crew – Pack Jam (Look Out for the OVC)
- Run-D.M.C. – It's like That
- Planet Patrol – Play at Your Own Risk
- Egyptian Lover – Egypt, Egypt
- Art of Noise – Beat Box (Extended Version)
- Man Parrish – Boogie Down Bronx
- Rock Master Scott & the Dynamic Three – Request Line
- Midnight Star – Freak-a-Zoid
- Whodini – Freaks Come Out at Night

### Paradise FM
- Imaging Voice: Leslie Big Lez Segar
- Genere: Post-disco
- Tracklist:
- Unlimited Touch – I Hear Music in the Streets
- Plunky & the Oneness of Juju – Everyway But Loose (Larry Levan Remix)
- Geraldine Hunt – Can't Fake the Feeling
- Raw Silk – Do It to the Music
- Jimmy 'Bo' Horne – Is It In
- Exodus – Together Forever
- Jackie Moore – This Time Baby
- Class Action – Weekend (Tonight Is Party Time)
- Gwen Guthrie – It Should Have Been You
- Thelma Houston – You Used to Hold Me So Tight
- Sister Sledge – Lost in Music (Special 1984 Nile Rodgers Mix)
- Donald Byrd – Love Has Come Around
- Change – The Glow of Love

### VCFL
- DJ: Tina Jane
- Genere: Funk, R&B, Soul
- Tracklist:
- Marvin Gaye – Sexual Healing
- Earth, Wind & Fire – Fantasy
- Hot Chocolate – It Started With a Kiss
- Rick James – Mary Jane
- The Commodores – Nightshift
- Wally Badarou – Mambo
- Barry White – It's Ecstasy When You Lay Down Next To Me
- Sylvia Striplin – You Can't Turn Me Away
- Roy Ayers – Everybody Loves The Sunshine
- Keni Burke – Risin' to the Top
- Teddy Pendergrass – Love T.K.O.

### V-Rock
- DJ: Couzin Ed and Lazlow
- Genere: Heavy metal, Hard rock, Glam metal
- Tracklist:
- Dio – Holy Diver
- Queensrÿche – Queen of the Reich
- Kiss – Lick It Up
- Dokken – Breaking the Chains
- Autograph – All I'm Gonna Take
- Accept – Balls to the Wall
- Scorpions – Rock You Like a Hurricane
- Krokus – Long Stick Goes Boom
- Ted Nugent – Stranglehold
- Ratt – Round and Round
- Judas Priest – Electric Eye
- Mötley Crüe – Looks That Kill
- Quiet Riot – Metal Health (Bang Your Head)

### The Wave 103
- DJ: Trish Camden and Adam First
- Genere: New Wave, Synthpop
- Tracklist:
- The Human League – Love Action (I Believe in Love)
- Thompson Twins – Love on Your Side
- Depeche Mode – Everything Counts
- Blondie – Heart of Glass
- Frankie Goes to Hollywood – Relax
- ABC – (How to Be A) Millionaire
- New Order – Blue Monday
- Japan – Quiet Life
- Kajagoogoo – Too Shy (Midnight Mix)
- Heaven 17 – Penthouse and Pavement
- Berlin – Sex (I'm A...)
- Howard Jones – Like to Get to Know You Well
- The Cure – A Forest
- A Flock of Seagulls – Space Age Love Song
- Yazoo – Don't Go